# Soba (miasto)

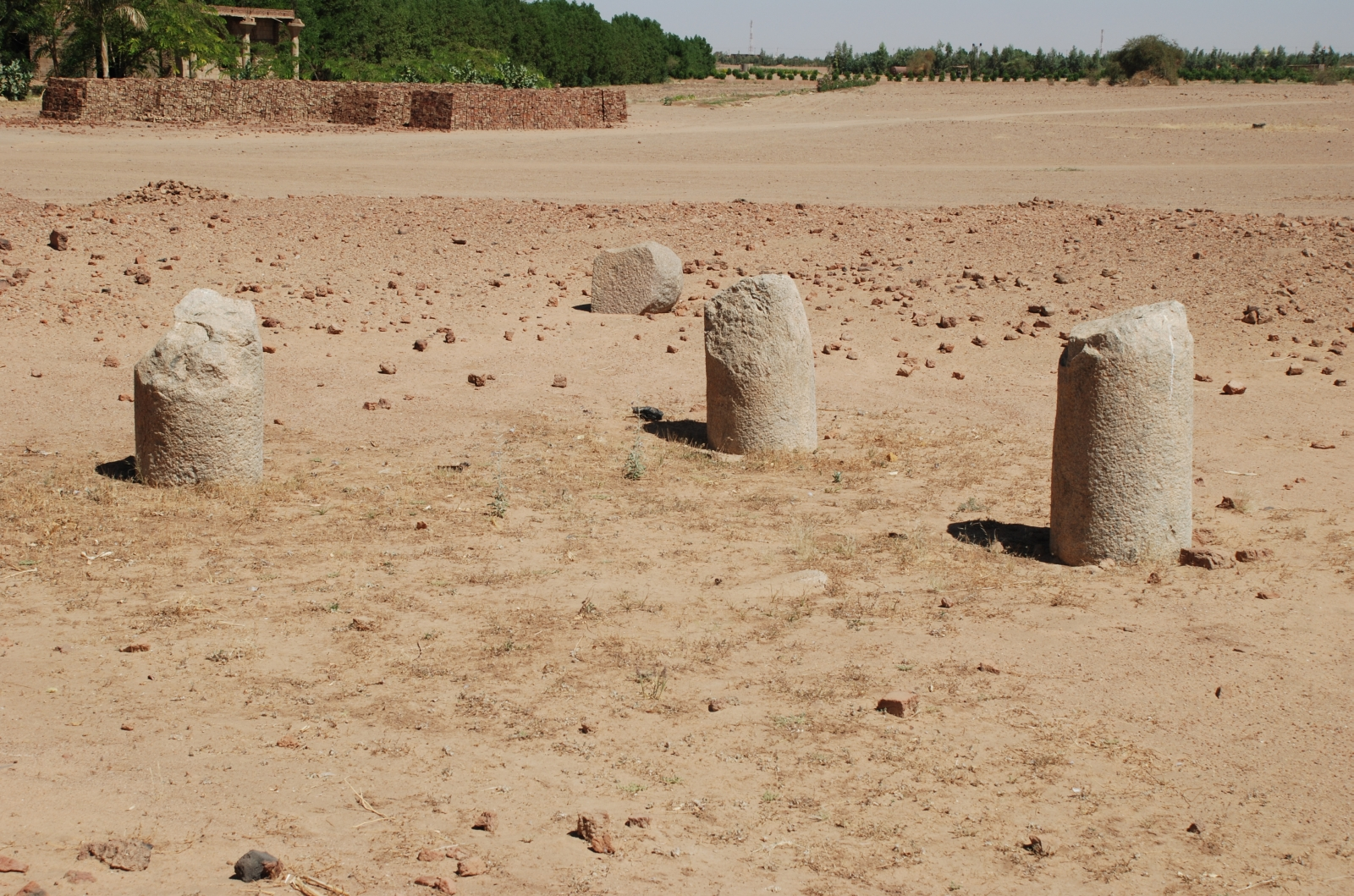
Soba, ruiny zabudowań – granitowe słupy (2008)

Soba to nazwa stolicy średniowiecznego królestwa Alodii. Leży na terytorium Sudanu, na obrzeżach współczesnego Chartumu. Obecnie ruiny miasta obejmują obszar około 275ha. Jest to jedno z największych stanowisk archeologicznych w Sudanie. Znajdują się tam między innymi pozostałości meroickiej świątyni wzniesionej w V/VI wieku n.e., przerobionej swego czasu na kościół chrześcijański.
A. E. Wallis Budge zidentyfikował pojawiające się w źródłach miasto z kompleksem ruin, położone nad Błękitnym Nilem, około 19 kilometrów od Chartumu. Egipski dyplomata, podróżnik z X wieku – Ibn Selim el-Aswani, opisywał je natomiast jako rozległe, bogate i zamieszkane przez znaczną liczbę ludności. Prawdopodobnie jednak nigdy nie odwiedził tego miejsca osobiście.